# 오토 게오르크 티라크
오토 게오르크 티라크(Otto Georg Thierack, 1889년 4월 19일 ~ 1946년 11월 22일)는 독일의 법학자이자 정치인으로, 아돌프 히틀러 내각에서 법무장관을 지냈다.
티라크는 1889년, 작센주의 부르젠 (Wurzen)에서 태어났다. 1914년부터 1918년까지 진행된 제1차 세계 대전에 지원병으로 참전하여 중위 (독일어: lieutenant)까지 승진하였고, 부상을 당하고 2급 철십자장을 받았다. 전쟁이 끝난 뒤, 전쟁으로 중단했던 법학 공부를 다시해 법관보좌인 (Assessor) 시험에 합격하였으며, 같은 해 작센주의 재판소에 고용되었다.
1932년 8월 1일, 티라크는 민족사회주의 독일 노동자당 (나치당) 에 입당하였고, 1933년, 나치당의 정권 장악 (Machtergreifung) 후, 그 해 5월에 작센 주의 법무장관에 임명되었고, 1935년에 제국법원 (Reichsgericht)의 부법원장, 1936년에 인민재판소 (Volksgerichtshof)의 재판장에 임명되었다.
1942년 8월, 제국 법무장관 (Reichsministers der Justiz) 에 임명되었고, 공석이 된 인민재판소 재판장에는 롤란트 프라이슬러가 임명되었다. 티라크가 빠른 승진을 할 수 있었던 이유는 그가 나치 당원이었을 뿐만 아니라, 민족사회주의 법률가들의 모임인 레흐츠바러분트 (독일어: Rechtswahrerbund)의 리더를 맡고 있었기 때문이라고 한다.
1945년, 독일의 패전 후 연합군에 체포되었고, 뉘른베르크 계속재판의 법관 재판 (Nürnberger Juristenprozess) 에 회부될 예정이었으나, 수감처인 제넬랑거 (Sennelager)에서 자살하였다.